# Диханкайрат
Диханкайрат (каз. Диқанқайрат, до 199? г. — Дмитриевка) — село в Панфиловском районе Жетысуской области Казахстана. Входит в состав Чулакайского сельского округа. Код КАТО — 195659200.

## Население
В 1999 году население села составляло 796 человек (401 мужчина и 395 женщин). По данным переписи 2009 года, в селе проживало 700 человек (364 мужчины и 336 женщин).